# Luther Vandross
Luther Ronzoni Vandross, Jr. (Nova Iorque, 20 de abril de 1951 — Edison, 1 de julho de 2005) foi um popular cantor e compositor norte-americano de R&B e soul. Durante sua carreira, Vandross vendeu mais de 25 milhões de cópias de seus álbuns e ganhou oito prêmios Grammys, incluindo Melhor Cantor de R&B 4 vezes. Ele ganhou 4 prêmios Grammys em 2004, incluindo o Grammy Award para Canção do Ano pela música "Dance With My Father", coescrita com Richard Marx.
Possuindo um alcance vocal tenor, Vandross era comumente referido como "A Voz de Veludo" em referência ao seu excepcional talento vocal, e às vezes era chamado de "A Melhor Voz de uma Geração". Ele também foi considerado o "Pavarotti do Pop" por muitos críticos.
Em 2008, Vandross ficou em 54º lugar na lista dos 100 maiores cantores de todos os tempos da revista Rolling Stone. Mariah Carey declarou várias vezes em entrevistas que estar ao lado dele enquanto gravava seu dueto "Endless Love" era intimidante. Por voto popular, 9Vandross foi introduzido no Hall da Fama do SoulMusic no SoulMusic.com em dezembro de 2012.
Os maiores sucessos da sua carreira foram canções como "Never Too Much", "Stop to Love", "Give Me the Reason", "Here and Now", "Any Love", "Power of Love/Love Power", "I Can Make It Better", "For You to Love", "Dance with Father" e covers como "A House Is Not a Home", Bridge Over Trouble Water um dueto com Jennifer Holliday e Paul Simon, Endless Love um dueto com Mariah Carey e The Closer I Get to You um dueto com Beyoncé.

## Discografia

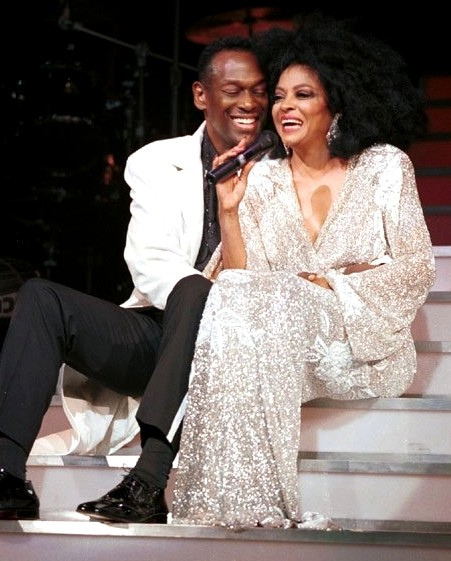
Vandross e Diana Ross em 2000

### Álbuns
- Luther (1976)
- This Close to You (1977)
- Never Too Much (1981)
- Forever, for Always, for Love (1982)
- Busy Body (1983)
- The Night I Fell in Love (1985)
- Give Me the Reason (1986)
- Any Love (1988)
- Power of Love (1991)
- Never Let Me Go (1993)
- Songs (1994)
- This Is Christmas (1995)
- Your Secret Love (1996)
- I Know (1998)
- Luther Vandross (2001)
- Dance with My Father (2003)

### Álbuns de Compilação
- The Best of Luther Vandross: The Best of Love (1989)
- Greatest Hits 1981–1995 (1995)
- One Night with You: The Best of Love, Volume 2 (1997)
- Love Is on the Way (1998)
- Always & Forever: The Classics (1998)
- Greatest Hits (1999)
- Smooth Love (2000)
- The Ultimate Luther Vandross (2002)
- Stop to Love (2002)
- The Very Best of Love (2002)
- The Essential Luther Vandross (2003)
- Artist Collection: Luther Vandross (2004)
- The Ultimate Luther Vandross (2006)
- Love, Luther (2007)
- Lovesongs (2009)
- Playlist: The Very Best of Luther Vandross (2009)
- S.O.U.L. (2011)
- Hidden Gems (2012)
- The Greatest Hits (2014)

### Álbuns ao Vivo
- Live Radio City Music Hall 2003 (2003)

### Singles
- de Never Too Much
  - 1981: "Never Too Much"
  - 1981: "A I Fell in Love"
  - 1985: "'Til My Baby Comes Home"

- de Give Me the Reason
  - 1986: "Stop to Love"
  - 1987: "I Really Didn't Mean It"
  - 1987: "So Amazing"
  - 1988: "Give Me the Reason"
  - 1988: "I Gave It Up (When I Fell in Love)"

- de Any Love
  - 1988: "Any Love"
  - 1989: "She Won't Talk to Me"

- de The Best of Luther Vandross: The Best of Love
  - 1989: "Here and Now"
  - 1989: "Never Too Much"/"Best Things in Life Are Free" (com Janet Jackson)

- de  Never Let Me Go
  - 1993: "Little Miracles (Happen Every Day)"
  - 1993: "Heaven Knows"
  - 1993: "Love Is on the Way"

- de Songs
  - 1994: "Endless Love" (com Mariah Carey)
  - 1995: "Always and Forever"
  - 1995: "Ain't No Stoppin' Us Now"

- não relacionados a nenhum álbum:
  - 1995: "Power Of Love - Love Power" (Remix)
  - 1995: "The Best Things in Life Are Free" (Remix) (com Janet Jackson)

- de Your Secret Love
  - 1996: "Your Secret Love"

- de Luther Vandross
  - 2001: "Take You Out"

- de Dance with My Father
  - 2004: "Dance with My Father"

## Biografia
- Luther: The Life and Longing of Luther Vandross (2004)

## Morte
O cantor de soul americano morreu aos 54 anos de idade. Vandross havia sofrido um grave derrame dois anos antes, do qual nunca chegou a ficar totalmente recuperado. Mas mesmo numa cadeira de rodas, ele continuava a gravar discos e no ano de 2004 ele recebeu quatro Grammys pelo álbum "Dance With My Father?" lançado logo depois do derrame.
Robert Cavanaugh, porta-voz do Centro Médico JFK, hospital onde ele faleceu, disse que Vandross "morreu em paz, sob o olhar atento dos amigos, da família e da sua equipe médica". Cavanaugh não divulgou a causa da morte, lembrando apenas que, após o derrame, a saúde do cantor nunca mais voltou a ser mesma de antes, e que ele sempre se mostrava "profundamente comovido" pelas manifestações de carinho recebidas por parte dos seus fãs.
Vandross sempre teve problemas com diabetes, hipertensão e flutuação de peso. O cantor morreu sem deixar nenhum descendente. Ele jamais se casou, nem teve filhos.
O grande cantor, Stevie Wonder, prestou homenagem a Luther Vandross, no seu funeral.